# Gazprom-RusVelo/2016
Deze pagina geeft een overzicht van de Gazprom-RusVelo-wielerploeg in 2016. 

## Algemene gegevens
Algemeen manager: Renat Khamidulin
Ploegleiders: Aleksej Markov, Serhij Ivanov, Michele Devoti, Sergej Klimov, Aljaksandr Koetsjynski
Fietsmerk: Colnago

## Transfers
| Inkomend           | Team 2015                | Uitgaand           | Team 2016                    |
| ------------------ | ------------------------ | ------------------ | ---------------------------- |
| Aleksandr Kolobnev | Team Katjoesja           | Ivan Balykin       | GM Europa Ovini              |
| Jevgeni Sjaloenov  | Lokosphinx               | Kirill Pozdnijakov | Synergy Baku Cycling Project |
| Kirill Svesjnikov  | Lokosphinx               | Aleksandr Rybakov  | Gestopt                      |
| Aleksej Rybalkin   | Lokosphinx               | Aleksandr Komin    | Onbekend                     |
| Viktor Manakov     | Leopard Development Team | Petr Ignatenko     | Onbekend                     |
| Ajdar Zakarin      | Itera-Katjoesja          |                    |                              |

## Renners
| Naam                   | Geboortedatum | Nationaliteit | Ploeg 2015               |
| ---------------------- | ------------- | ------------- | ------------------------ |
| Ildar Arslanov         | 06-04-1994    | Rusland       |                          |
| Igor Boev              | 22-11-1989    | Rusland       |                          |
| Artoer Jersjov         | 07-03-1990    | Rusland       |                          |
| Aleksandr Jevtoesjenko | 30-06-1993    | Rusland       |                          |
| Sergej Firsanov        | 03-07-1982    | Rusland       |                          |
| Aleksandr Foliforov    | 08-03-1992    | Rusland       |                          |
| Aleksandr Kolobnev     | 04-05-1981    | Rusland       | Team Katjoesja           |
| Aleksej Koerbatov      | 09-05-1994    | Rusland       |                          |
| Roman Koestadintsjev   | 03-08-1995    | Rusland       |                          |
| Roman Majkin           | 14-08-1990    | Rusland       |                          |
| Viktor Manakov         | 09-06-1992    | Rusland       | Leopard Development Team |
| Sergej Nikolajev       | 05-02-1988    | Rusland       |                          |
| Artjom Nytsj           | 21-03-1995    | Rusland       |                          |
| (ITT) Artem Ovetsjkin  | 11-07-1986    | Rusland       |                          |
| Aleksej Rybalkin       | 16-11-1993    | Rusland       | Lokosphinx               |
| Ivan Savitski          | 06-03-1992    | Rusland       |                          |
| Aleksandr Serov        | 07-05-1988    | Rusland       |                          |
| Jevgeni Sjaloenov      | 08-01-1992    | Rusland       | Lokosphinx               |
| Andrej Solomennikov    | 10-06-1987    | Rusland       |                          |
| Mamyr Stasj            | 04-05-1993    | Rusland       |                          |
| Kirill Svesjnikov      | 10-02-1992    | Rusland       | Lokosphinx               |
| Ajdar Zakarin          | 19-04-1994    | Rusland       | Itera-Katjoesja          |

## Overwinningen
Internationale Wielerweek
1e etappe deel B: Gazprom-RusVelo (TTT)
2e etappe: Sergej Firsanov
Eindklassement: Sergej Firsanov
Ronde van de Apennijnen
Winnaar: Sergej Firsanov
Ronde van Italië
15e etappe: Aleksandr Foliforov (ITT)
Ronde van Estland
2e etappe: Roman Majkin
Ronde van de Limousin
2e etappe: Roman Majkin
2012 · 2013 · 2014 · 2015 · 2016 · 2022